# Borisov Arena
La Borissov Arena (en biélorusse : Барысаў-Арэна, et en russe : Борисов-Арена) est un stade multi-usage biélorusse situé à Baryssaw. D'une capacité de 13 126 places, il accueille les matchs à domicile du BATE Borisov, club évoluant dans le championnat de Biélorussie de football.

## Histoire
La construction du stade commence en 2011, et il ouvre trois ans plus tard pour un coût final de 40 millions d'euros. Le record d'affluence est de 13 121 personnes, célébré lors d'un match de la Biélorussie contre l'Espagne, le 25 juin 2015.